# Квирикадзе, Ираклий Михайлович
Ираклий Михайлович Квирикадзе (род. 12 июля 1939 года) — советский и грузинский кинорежиссёр, сценарист, писатель, педагог. Заслуженный деятель искусств Грузинской ССР (1983).

## Биография
Ираклий Квирикадзе родился 12 июля 1939 года в Батуми. В 1964 окончил факультет журналистики Тбилисского университета, а в 1968 — режиссёрский факультет ВГИКа (мастерская Григория Чухрая), защитил диплом по специальности «режиссура игрового фильма» в 1971.
В 1957—1959 — ассистент режиссёра на студии «Грузия-фильм»,
параллельно работал в редакции газеты «Молодежь Грузии».
В 1969—1974 -режиссёр творческого объединения «Телефильм» (Тбилиси), где снял несколько документальных фильмов,
с 1974 — режиссёр киностудии «Грузия-фильм».
На ТО «Телефильм» (Тбилиси) снял документальные фильмы «Решающий шаг», «В горах Памира», «Заздравная».
Автор или соавтор сценариев своих фильмов, а также фильмов «Робинзонада, или Мой английский дедушка» (1987), «Ссадина» (1988), «Чудовище или кто-то другой» (1988), «Лимита» (1994, соавтор), «Тысяча и один рецепт влюблённого кулинара» (1996). Значится в титрах («при участии») фильма «Generation „П“» (2011).
Режиссёр монтажа фильма «Крестоносец» (1995).
В последние годы живет в Лос-Анджелесе, работает в США, Франции, Германии, Грузии и России.
На данный момент является преподавателем Высших курсов сценаристов и режиссёров (Москва), руководил мастерской режиссуры игрового кино (с Андреем Добровольским) и в Институте Современного Искусства (Москва).
Победитель конкурса на «Приз Эйзенштейна» (1993 — сценарий «Убийство Виллиама Шекспира»).

## Личная жизнь
Первая жена Нана Клдиашвили, кинорежиссер. В браке родилась дочь Ирина.
Вторая жена (с 1974 по 201?) — Нана Джорджадзе (род. 1948), кинорежиссёр, была студенткой Квирикадзе на факультете кинорежиссуры Тбилисского государственного театрального института.
В браке родились сыновья Михаил и Буба.
Третья жена — Тома Стэнко (род. 1980), кинорежиссёр, студентка Квирикадзе на Высших курсах сценаристов и режиссёров.
В браке родился сын Ираклий.

### Здоровье
15 апреля 2020 года жена Тома Стэнко написала в Facebook, что режиссёр борется с коронавирусом, и, кроме того, болен сахарным диабетом и имеет проблемы с сердцем; однако уже 20 апреля сам Квирикадзе сообщил о том, что победил COVID-19 и выписался из больницы.

## Фильмография

### Режиссёрские работы
- 1970 — «Кувшин»
- 1976 — «Городок Анара»
- 1981 — «Пловец»
- 1984 — «Моя тётя Дуду» ошибка. Режиссер -дочь, Ирина Квирикадзе
- 1984 — «Возвращение Ольмеса»
- 1989 — «Слёзы Дон Жуана»
- 1989 — «Гига, ангел, Снежок и другие» ошибка. Режиссер -дочь, Ирина Квирикадзе
- 1991 — «Путешествие товарища Сталина в Африку»
- 2001 — «Саша-тигр», документальный ошибка. Режиссер -дочь, Ирина Квирикадзе
- 2006 — «Святой Георгий», документальный
- 2006 — «Из пламя и света»
- 2009 — «Самая лучшая бабушка»
- 2010 — «Москва, я люблю тебя!» (новелла «Никитские ворота»)
- 2011 — 2013 — «Распутин»

### Сценарии
- 1976 — «Городок Анара».
- 1981 — «Пловец».
- 1984 — «Моя тётя Дуду».
- 1984 — «Возвращение Ольмеса».
- 1987 — «Робинзонада, или Мой английский дедушка».
- 1988 — «Чудовище или кто-то другой».
- 1989 — «Слёзы Дон Жуана».
- 1991 — «Путешествие товарища Сталина в Африку».
- 1994 — «Лимита».
- 1996 — «Тысяча и один рецепт влюблённого кулинара».
- 1998 — «Лунный папа».
- 2000 — «Лето, или 27 потерянных поцелуев».
- 2006 — «Андерсен. Жизнь без любви».
- 2006 — «Герой нашего времени» (сериал).
- 2007 — «Отец».
- 2008 — «Метеоидиот».
- 2011 — «Распутин».

### Актёр
- 2011 − Generation П − старик в лесу

### Книги
- 2006 — «1000 и 1 рецепт влюбленного кулинара» (2006), М.: Олма Медиа Групп
- 2007 — «Печорин и другие», М.: Олма Медиа Групп
- 2010 — Пловец, М.: РИПОЛ классик
- 2016 — «Мальчик, идущий за дикой уткой», М.: АСТ